# 레오 오르티즈
레오나르두 "레오" 레치 오르티즈(포르투갈어: Leonardo Rech Ortiz, 1996년 1월 3일 ~ )는 브라질의 축구 선수로 현재 캄페오나투 브라질레이루 세리이 A의 레드불 브라간치누에서 센터백으로 활약하고 있다.